# Stanley Turrentine
Stanley William  Turrentine, né le 5 avril 1934 à Pittsburgh, mort le 12 septembre 2000 à New York, est un saxophoniste ténor de jazz.

## Biographie
Après avoir joué avec Lowell Fulson, chez qui il rencontre Ray Charles, Earl Bostic (1953) et Max Roach (1959-1960), Stanley Turrentine épouse l'organiste Shirley Scott en 1960 et joue avec elle jusqu'en 1969. Durant les années 60, il enregistre aussi avec Jimmy Smith, Kenny Burrell et Duke Pearson. Il dirige ensuite un trio comprenant l'organiste Butch Cornell. Durant les années 70 et 80, il enregistre une musique assez commerciale, proche de la soul, même si en club il joue toujours du jazz. Durant les années 90, il enregistre à nouveau du jazz.
Stanley Turrentine cite comme principale influence Illinois Jacquet qui fut son mentor. Il appréciait aussi Don Byas, Coleman Hawkins et Sonny Rollins.
Il est mort d'une attaque à New York le 12 septembre 2000,. Il est enterré au cimetière Allegheny de Pittsburgh.
Son frère est le trompettiste Tommy Turrentine.

## Discographie

### Blue Note Records
- 1960   Look Out!
- 1960   Blue Hour
- 1961   Comin' Your Way
- 1961   Up at Minton's
- 1961   Dearly Beloved
- 1961   ZT's Blues
- 1962   That's Where It's At
- 1962   Jubilee Shout
- 1963   Never Let Me Go
- 1963   A Chip Off the Old Block
- 1964   Hustlin'
- 1964   In Memory Of
- 1964   Mr. Natural
- 1965   Joyride
- 1966   Rough 'n' Tumble
- 1966   Easy Walker
- 1966   The Spoiler
- 1967   A Bluish Ba
- 1967   The Return of the Prodigal Son
- 1968   The Look of Love
- 1968   Common Touch
- 1968   Always Something There
- 1969   Another Story
- 1984   Straight Ahead
- 1986   Wonderland
- 1989   La Place

Avec Jimmy Smith
- 1960   Midnight Special

Avec Kenny Burrell
- 1967   Midnight Blue

### CTI Records
- 1971   Sugar
- 1971   The Sugar Man
- 1971   Salt Song
- 1972   Cherry
- 1973   Freddie Hubbard/Stanley Turrentine In Concert Volume One
- 1973   In Concert Volume Two
- 1973   Don't Mess with Mister T.

### Fantasy Records
- 1974   Pieces of Dreams
- 1975   In the Pocket
- 1975   Have You Ever Seen the Rain
- 1976   Everybody Come on Out
- 1977   Nightwings
- 1977   West Side Highway
- 1978   What About You!
- 1980   Use the Stairs

### Autres labels
- 1966   Let It Go (Impulse!)
- 1965   Tiger Tail (Mainstream Records)
- 1960   Stan "The Man" Turrentine (Bainbridge)
- 1976   Man with the Sad Face - Bainbridge
- 1977   Love's Finally Found Me - Classic World
- 1979   Soothsayer - Elektra
- 1979   Betcha - Elektra
- 1980   Inflation - Elektra
- 1981   Tender Togetherness - Elektra
- 1982   Home Again - Elektra
- 1991   The Look of Love - Huub
- 1992   More than a Mood - Music Masters
- 1993   If I Could - Music Masters
- 1995   Three of a Kind Meet Mr. T - Minor Music
- 1995   T Time - Music Masters
- 1995   Time - Music Masters
- 1999   Do You Have Any Sugar? - Concord Jazz

Avec Shirley Scott
- 1961: Hip Soul (Prestige)
- 1961: Hip Twist (Prestige)
- 1963: The Soul is Willing (Prestige)
- 1963: Soul Shoutin' (Prestige)
- 1964: Blue Flames (Prestige)
- 1964: Everybody Loves a Lover (Impulse!)
- 1964: Queen of the Organ (Impulse!)
- 1968: Soul Song (Atlantic)

## Sources
- The Biographical Encyclopedia of Jazz (Feather-Gitler, 1999)
- Dictionnaire du Jazz (Philippe Carles, 1988)
- All Music Guide to Jazz (Michael Erlewine, Miller-Freeman Books, 1996)
- Stanley Turrentine In concert (DVD, 2005)